# Pamekaran (Rancakalong)
Pamekaran is een bestuurslaag in het regentschap Sumedang van de provincie West-Java, Indonesië. Pamekaran telt 3058 inwoners (volkstelling 2010).